# Lot (departement)
För andra betydelser, se Lot (olika betydelser).
Lot är ett franskt departement i regionen Occitanien i sydvästra Frankrike som har tagit sitt namn från floden Lot. Huvudort och största stad är Cahors. I den tidigare regionindelningen som gällde fram till 2015 tillhörde Lot regionen Midi-Pyrénées. 